# U-260
U-260 — средняя немецкая подводная лодка типа VIIC времён Второй мировой войны.

## История
Заказ на постройку субмарины был отдан 23 декабря 1939 года. Лодка была заложена 7 мая 1941 года на верфи Бремен-Вулкан под строительным номером 25, спущена на воду 9 февраля 1942 года. Лодка вошла в строй 14 марта 1942 года под командованием оберлейтенанта Губертуса Паркхолда.

### Командиры
- 14 марта 1942 года — апрель 1944 года капитан-лейтенант Губертус Паркхолд
- апрель 1944 — 12 марта 1945 года оберлейтенант цур зее Клаус Беккер

### Флотилии
- 14 марта — 30 сентября 1942 года — 8-я флотилия (учебная)
- 1 октября 1942 года — 31 октября 1944 года — 6-я флотилия
- 1 ноября 1944 года — 12 марта 1945 года — 33-я флотилия

### История службы
Лодка совершила 9 боевых походов. Потопила одно судно водоизмещением 4 893 брт.
Затонула 12 марта 1945 года к югу от Ирландии, в районе с координатами 51°15′ с. ш. 09°05′ з. д. после подрыва на мине на глубине 80 метров. Весь экипаж (48 человек) спасся и был интернирован в Ирландии. Эта лодка была оснащена шноркелем.

### Волчьи стаи
U-260 входила в состав следующих «волчьих стай»:
- Luchs 1 — 7 октября 1942
- Panther 8 — 14 октября 1942
- Spitz 24 — 31 декабря 1942
- Seeteufel 21 — 30 марта 1943
- Lowenherz 3 — 7 апреля 1943
- Lerche 11 — 13 апреля 1943
- Specht 27 апреля — 4 мая 1943
- Fink 4 — 6 мая 1943
- Leuthen 25 августа — 24 сентября 1943